# 배경내
배경내(1972년 ~ )는 대한민국의 인권 운동가이자 인권교육가, 작가이다.
현재 인권교육센터 들에서 활동하고 있으며, 《인권은 교문 앞에서 멈춘다》, 《인권, 교문을 넘다》, 《십 대 밑바닥 노동》 등을 저술했다.
세월호참사에 관한 구술 기록집 《금요일엔 돌아오렴》, 《다시 봄이 올 거예요》를 집필한 작가기록단의 일원이다.

## 활동

### 인권운동사랑방 활동
1991년 강경대 사건을 겪고 인권운동을 시작했다. 1996년 서울인권영화제 포스터를 보고 인권운동사랑방에 참여했고, 1998년부터 인권운동사랑방 상임활동가로 활동했다. 인권운동사랑방 인권교육실장으로서 '인권운동길잡이' 등 인권교육 교재를 발간했다. 인권운동사랑방이 팩스와 이메일로 발간하던 매체 인권하루소식의 편집장을 역임했고, 이후 인권운동사랑방의 새 매체 창간을 담당했다. 2007년에는 사회운동의 길을 모색하는 사회운동포럼의 준비를 맡았다.
2004년 한겨레신문의 한겨레비평 지면에서 한겨레신문 기사를 리뷰하는 역할을 했으며, 2014년부터 2015년까지 한겨레21에서 노땡큐 칼럼을 연재했다.
인권운동사랑방에서 독립한 인권 교육 단체, 인권교육센터 들의 상임활동가로서 인권 교육 운동을 하고 있다.

### 청소년 인권 관련 활동
2000년 《인권은 교문 앞에서 멈춘다》를 집필하여 학교에서의 학생 인권 문제를 제기했다. 2006년 청소년인권활동가네트워크에서 활동했다. 국기에 대한 맹세를 법제화하는 국기법 개정안에 반대하여 국회에서 기습 시위를 벌이고 경찰에 체포되었다.
2009년,경기도 학생인권조례 자문위원회 위원으로 활동했고, 학생인권조례 제정 운동 서울본부의 공동집행위원장으로서 서울 학생인권조례 주민발의를 성공시켰다. 2016년 10월부터 서울시교육청에서 서울 학생인권조례에 따라 설치하여 운영하는 제3기 서울학생위원회 위원을 맡았다.
청소년노동인권네트워크에서 활동하면서 청소년 노동자들의 실태를 조사하여 밝혔고 "청소년 노동자들은 우리 사회의 대표적 밑바닥 노동층을 형성하고 있다"라고 주장했으며 실태 조사 자료를 바탕으로 《십 대 밑바닥 노동》을 공저했다.
2017년부터 촛불청소년인권법제정연대 공동집행위원장으로서 선거권 연령 하향을 비롯한 청소년 참정권, 학생인권 보장 등을 요구하며 활동했다.

## 저서
- 《인권은 교문 앞에서 멈춘다》, 우리교육, 2000년. ISBN 9788980400935
- 《1%의 대한민국》, 철수와영희, 2008년. (공저)  ISBN 9788993463002
- 《나는 무슨 일 하며 살아야 할까》, 철수와영희, 2011년. (공저) ISBN 9788993463149
- 《인권, 교문을 넘다 - 학생인권 쟁점탐구》. 한겨레에듀. 2011년. (공저) ISBN 9788984314498
- 《가장 인권적인, 가장 교육적인》, 교육공동체벗, 2012년. (공저) ISBN 9788996603450
- 《그리고 학교는 무사했다》, 교육공동체벗, 2013년. (공저) ISBN 9788968800023
- 《십 대 밑바닥 노동》, 교육공동체벗, 2015년. (공저) ISBN 9788968800160
- 《금요일엔 돌아오렴 - 240일간의 세월호 유가족 육성기록》, 세월호참사작가기록단 지음, 창비, 2015년. (공저) ISBN 9788936472580
- 《다시 봄이 올 거예요 - 세월호 생존학생과 형제자매 이야기》, 세월호참사작가기록단 지음, 창비, 2016년. (공저) ISBN 9788936472832
- 《세월호라는 기표》, 교육공동체벗, 2019년. (공저) ISBN 9788968801150
- 《아동·청소년의 권리에 관한 연구》, 경인문화사, 2020년. (공저) ISBN 9788949948898
- 《생각해 봤어? 3 가지 않은 길》, 교육공동체벗, 2020년. (공저) ISBN 9788968801402
- 《우리는 시민입니다》, 피어나, 2020년. (공저) ISBN 9788998408343
- 《우리는 청소년-시민입니다》, 휴머니스트, 2022년. (공저) ISBN 9791160808100
- 《한국 교육의 오늘을 읽다 - 22개의 키워드로 보는 교육계 지형》, 교육공동체벗, 2023년. (공저) ISBN 9788968801747
- 《우리 모두는 어린이였다》, 교육공동체벗, 2024년. (공저) ISBN 9788968801884

## 역서
- 《리언 이야기》, 리언 월터 틸리지 · 수잔 엘 로스 지음, 배경내 옮김, 바람의아이들, 2006년.  ISBN 9788990878298